# Cuencas costeras entre río Loa y quebrada de Caracoles
Cuencas costeras entre río Loa y quebrada de Caracoles es el nombre dado al ítem 022 del inventario de cuencas de Chile que reúne las hoyas hidrográficas ubicadas entre la cuenca del río Loa y el océano Pacífico en la Región de Antofagasta de Chile.
El mapa de la izquierda muestra la red hidrográfica del ítem 022. En el esquema del centro, la distribución de comunas en y en torno al ítem 022 del inventario de cuencas de Chile. En color azul los límites y números de los ítems del inventario, en rojo los límites y nombres de las comunas, en gris algunas ciudades, en verde opaco el ítem 22 "cuencas costeras entre río Loa y quebrada de Caracoles" y en verde claro las zonas protegidas. El área de ítem es de 8379 km².
El mapa a la derecha muestra los límites del ítem 0202 del inventario DARH de 2014 y le da el nombre Cuencas Costeras Norte Ciudad Antofagasta.
| Mapa BNA | Div. política | Mapa DARH                                                             |
|          |               | [[File:C-antofagasta-darh.svg\|600px\|alt={{{Alt\|{{{descripción}}}]] |

## Límites

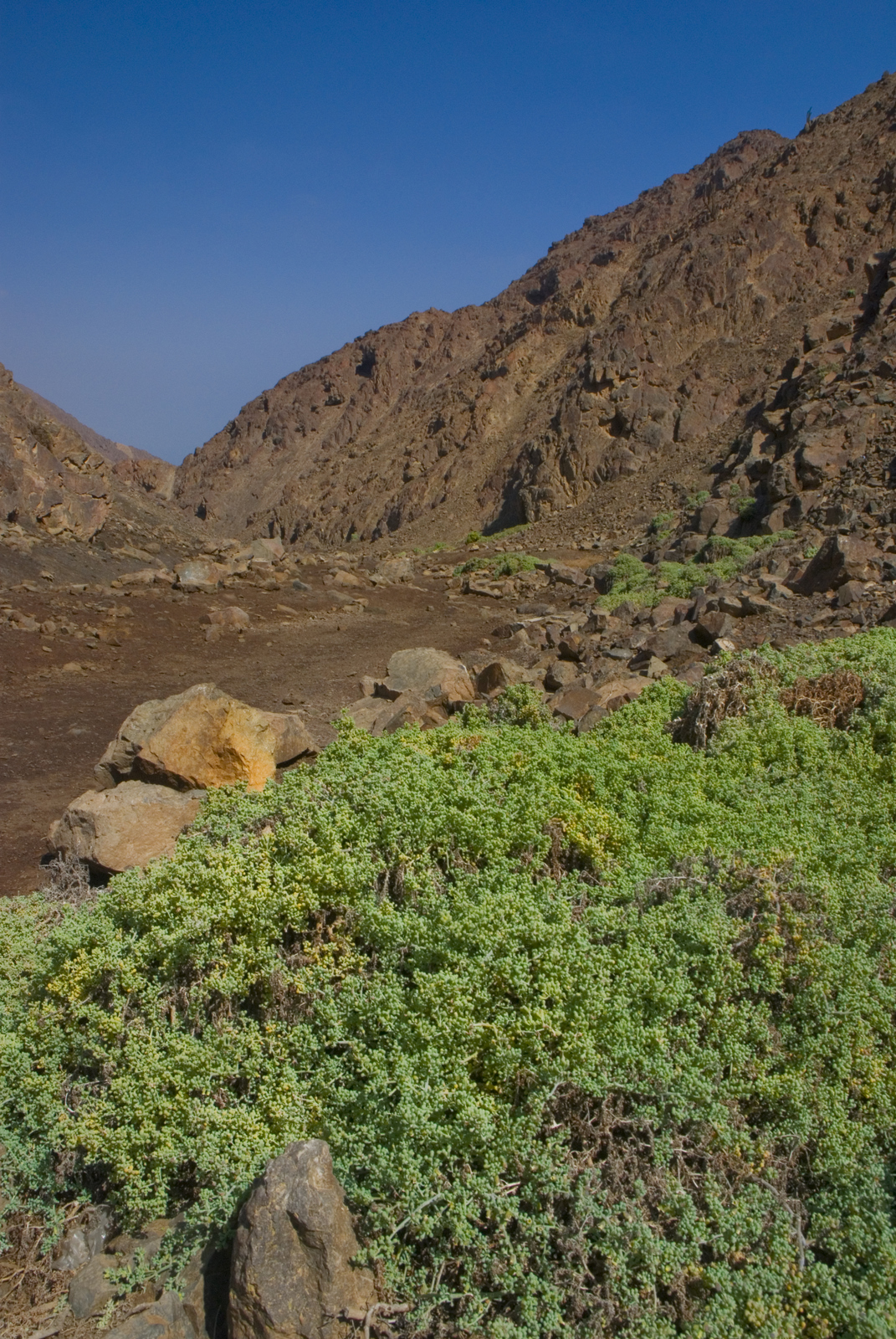
Quebrada La Chimba.

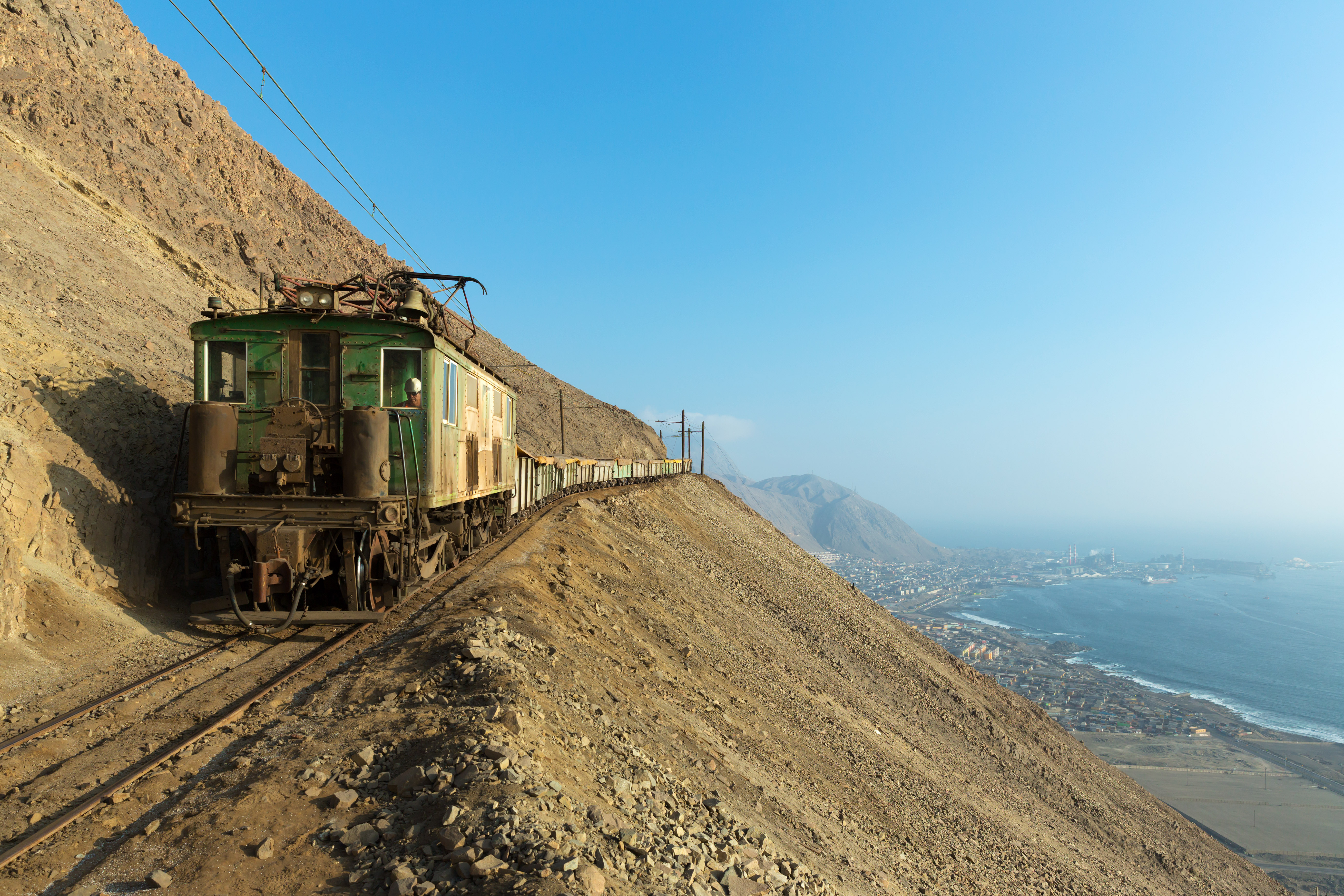
Un tren bajando a Tocopilla. La ciudad está sobre las planicies costeras pero rodeada por cerros.

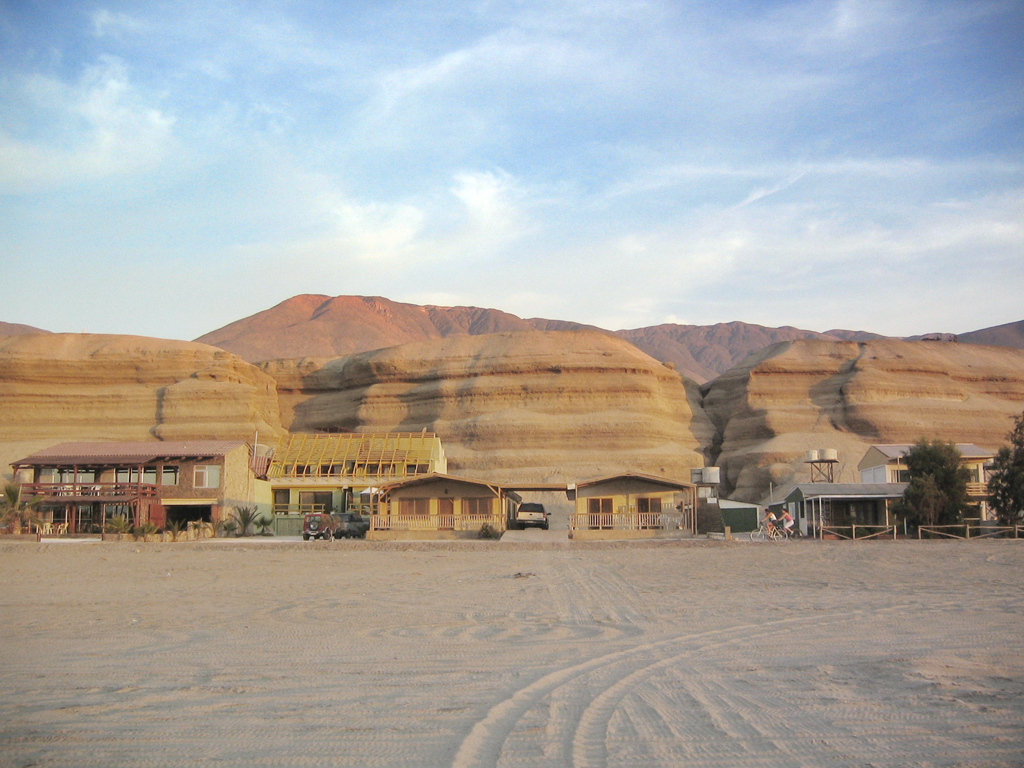
Hornitos, a 33 km al norte de Mejillones.

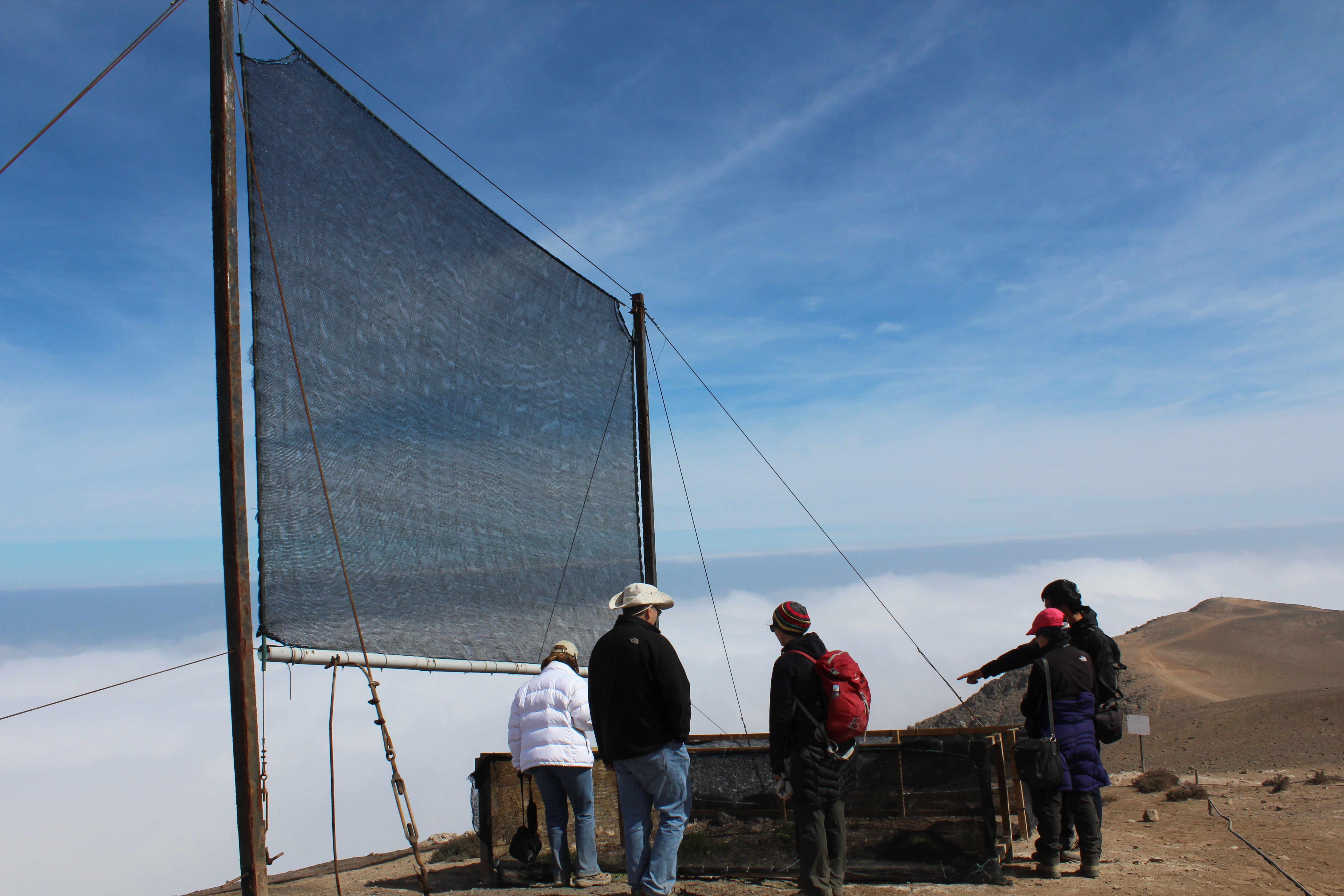
Atrapanieblas en Alto Patache.

Limita al norte con la desembocadura del río Loa, al este con la cuenca del mismo río y al sur con la quebrada Caracoles. En torno a la ciudad de Antofagasta  se reúnen 4 ítems del inventario: las cuencas costeras entre río Loa y quebrada de Caracoles, las cuencas costeras entre quebrada La Negra y quebrada Pan de Azúcar, la quebrada La Negra, la cuenca de la quebrada Caracoles.

## Población y regiones administrativas
El ítem ocupa zonas de las comunas de Tocopilla, Mejillones, María Elena y Antofagasta. Su población es mayormente urbana. En el ítem se encuentran las ciudades de Tocopilla con 23.986 habitantes (2002), Antofagasta con 355.811 habitantes, Cobija (Chile) y Mejillones con 8.148 habitantes (2002). A lo largo de la costa se ubican varias caletas de pescadores artesanales: 
El sistema de información y monitoreo de biodiversidad del Ministerio del Medio Ambiente de Chile señala la siguiente distribución de la superficie de la cuenca entre las comunas (el porcentaje es de la cuenca):
| Región      | Provincia   | Comuna       | Hectáreas   | Porcentaje |
| ----------- | ----------- | ------------ | ----------- | ---------- |
| Antofagasta |             |              | 836.029,09  | 99,795%    |
|             | Antofagasta |              | 439.384,85  | 52,449%    |
|             |             | Antofagasta  | 81.373,269  | 9,713%     |
|             |             | Mejillones   | 354.554,575 | 42,323%    |
|             |             | Sierra Gorda | 3.457,006   | 0,413%     |
|             | Tocopilla   |              | 396.644,24  | 47,347%    |
|             |             | Tocopilla    | 340.103,508 | 40,598%    |
|             |             | María Elena  | 56.540,733  | 6,749%     |

Durante el apogeo de la explotación del guano existió también Huanillos.
Una tabla con información sobre Agua Potable Rural (APR) nos informa sobre las caletas:: 109, 110 
| APR                 | Arranques      | Beneficiarios directos | Sistema de abastecimiento                                                                            | Captación                                                                                        | Sistema de tratamiento | Sistema de evacuación         |
| ------------------- | -------------- | ---------------------- | --- | ------------------------------------------------------------------------------------------------ | ---------------------- | ----------------------------- |
| Caleta Punta Arenas | 42 en estudio  | 117                    | Camión aljibe cada 15 días con 600 l/s por familia                                                   | Camión aljibe desde Caleta Urco, lugar en donde se encontrara instalada la planta de tratamiento | Cloración              | Fosas sépticas y pozos negros |
| Caleta Buena        | 155 en estudio | 608                    | Camión aljibe cada semana. 400 L/s por familia                                                       | Construcción de una noria                                                                        | Osmosis Inversa        | Pozos Negros                  |
| Caleta Urco         | 26 en estudio  | 78                     | Camión aljibe                                                                                        | Captación de agua de mar mediante pozo somero                                                    | Osmosis Inversa        | Pozos Negros                  |
| Caleta Cobija       | 12 en estudio  | 36                     | Camión aljibe cada 15 días                                                                           | Camión aljibe, proveniente de la planta de tratamiento en caleta Buena                           | Desinfección           | Pozos Negros                  |
| Caleta Paquica      | 23 en estudio  | 69                     | Camión aljibe cada 20 días                                                                           | Camión aljibe desde Caleta Urco, lugar en donde se encontrara instalada la planta de tratamiento | Desinfección           | Pozos Negros                  |
| Huachán             | 14 en estudio  | 42                     | Compra de agua en Tocopilla o paga camiones aljibes de agua Antofagasta cada 15 días aproximadamente | Camión aljibe desde Caleta Urco, lugar en donde se encontrara instalada la planta de tratamiento | Cloración              | Pozos Negros                  |

La localidad rural de Michilla, ubicada en el sector norte de la comuna de Mejillones, se abastece de agua de mar, a través de la planta desalinizadora perteneciente a Minera Esperanza, la cual hizo un convenio con la municipalidad de Mejillones.

## Subdivisiones
La Dirección General de Aguas subdivide o reúne las cuencas de Chile acorde a las necesidades de estudio y gestión. Existen dos inventarios que han logrado ser aceptados como principales, el inventario de cuencas del Banco Nacional de Aguas (BNA) de 1978, de mayor uso, y el inventario de cuencas del Departamento de Administración de Recursos Hídricos (DARH) de 2014 de mejor cartografía que ha obligado a redefinir algunos límites, a veces con cambios mayores, pero también por algunas redefiniciones del concepto de subcuenca.
Bajo el BNA el código del ítem es 022 y con el DARH es 0202.
La subdivisión del BNA es como sigue:
| Cuenca                                                                         | Subcuenca | Subsubcuenca | Aguas                                                           | Área drenaje km² | Observaciones |
| ------------------------------------------------------------------------------ | --------- | ------------ | --------------------------------------------------------------- | ---------------- | ------------- |
| 022 Categoría:Cuencas costeras entre río Loa y quebrada Caracoles (022) (mapa) |           |              |                                                                 |                  |               |
| 022                                                                            | 0220      | 02200        | Costeras Entre Río Loa y Quebrada Iquine (Inclusive)            | 1391             |               |
| 022                                                                            | 0221      | 02210        | Costeras Entre Quebrada Iquine y Quebrada Tocopilla (Inclusive) | 1223             |               |
| 022                                                                            | 0222      | 02220        | Costeras Entre Quebrada Tocopilla y Quebrada Gatico (Inclusive) | 942              |               |
| 022                                                                            | 0223      | 02230        | Costeras Entre Quebrada Gatico y Quebrada Chacaya (Inclusive)   | 1643             |               |
| 022                                                                            | 0224      | 02240        | Costeras Entre Quebrada Chacaya y Quebrada Caracoles            | 3180             |               |
| total:                                                                         | 5         | 5            | Región: II (100%) / Tipo: Exorreica / Desemb.: Océano Pacífico  | 8379             |               |

La disposición de cuencas en el inventario DARH es la siguiente:
| Código | Nombre                                    | Código en mapa                            | Tipología de cuenca                       | Vertiente de cuenca                       | Origen de cuenca                          | Temperatura media anual (C°)              | Temperatura máxima (C°)                   | Temperatura mínima (C°)                   | Precipitación anual (mm)                  | Número de estaciones fluviométricas       | Número de estaciones pluviométricas       | Área (km²)                                |
| ------ | ----------------------------------------- | ----------------------------------------- | ----------------------------------------- | ----------------------------------------- | ----------------------------------------- | ----------------------------------------- | ----------------------------------------- | ----------------------------------------- | ----------------------------------------- | ----------------------------------------- | ----------------------------------------- | ----------------------------------------- |
| 0202   | Cuencas Costeras Norte Ciudad Antofagasta | Cuencas Costeras Norte Ciudad Antofagasta | Cuencas Costeras Norte Ciudad Antofagasta | Cuencas Costeras Norte Ciudad Antofagasta | Cuencas Costeras Norte Ciudad Antofagasta | Cuencas Costeras Norte Ciudad Antofagasta | Cuencas Costeras Norte Ciudad Antofagasta | Cuencas Costeras Norte Ciudad Antofagasta | Cuencas Costeras Norte Ciudad Antofagasta | Cuencas Costeras Norte Ciudad Antofagasta | Cuencas Costeras Norte Ciudad Antofagasta | Cuencas Costeras Norte Ciudad Antofagasta |
| 020200 | Quebrada Iquine                           | 0                                         | Exorreica                                 | Pacífico                                  | Pluvial                                   | 15.8                                      | 24.7                                      | 7.3                                       | 0.7                                       | 0                                         | 0                                         | 992.0                                     |
| 020201 | Quebrada Ancha                            | 0                                         | Exorreica                                 | Pacífico                                  | Pluvial                                   | 15.1                                      | 24.2                                      | 6.3                                       | 1.1                                       | 0                                         | 1                                         | 1441.1                                    |
| 020202 | Quebrada Tres Higueras                    | 0                                         | Exorreica                                 | Pacífico                                  | Pluvial                                   | 15.4                                      | 24.3                                      | 6.7                                       | 1.1                                       | 0                                         | 0                                         | 503.2                                     |
| 020203 | Los Hornos                                | 0                                         | Exorreica                                 | Pacífico                                  | Pluvial                                   | 15.7                                      | 24.6                                      | 7.1                                       | 1.5                                       | 0                                         | 0                                         | 1670.5                                    |
| 020204 | Bahía Mejillones                          | 0                                         | Exorreica                                 | Pacífico                                  | Pluvial                                   | 16.6                                      | 24.8                                      | 8.8                                       | 2.2                                       | 0                                         | 1                                         | 3189.1                                    |

## Hidrología
La hidrografía regional de Antofagasta es un completo endorreísmo (cuencas sin llegada al mar) con la excepción del río Loa.: 5  El agua potable de Tocopilla es traída por acueducto desde Calama y la ciudad de Mejillones a través de un acueducto desde Antofagasta.: 109, 110 
Para el litoral entre Pisagua y Chañaral, una zona arreica, se debe considerar el importante aporte de las neblinas al ciclo del agua y al mantenimiento de la vida. Esta zona ha sido habitada por el hombre desde hace 12.000 años. Para la franja costera se tiene un promedio de 103 días de nublado completo al año y el resto, de nublado parcial creando de esa manera una exuberante vegetación en las laderas occidentales de la cordillera de la Costa favorecidas por la neblina, entre los 800 y los 1000 m s. n. m. Con atrapanieblas se podría obtener el equivalente a 110 mm de precipitaciones anuales, lo que es más de lo que se mide, por ejemplo, en la ciudad de La Serena.
El artículo citado señala que en la franja costera se contabilizaron 62 aguadas entre la desembocadura del río Loa hasta la quebrada Pan de Azúcar: entre Tocopilla y Mejillones 14, en la Península de Mejillones 1, en Antofagasta 2; entre Botija y Paposo 24, entre Paposo y Taltal 16, al sur de Taltal 5.
Un estudio postula que los manantiales que se encuentran en la zona costera del norte de Chile con excepción de "Las Vertientes", no son producto de trasvase subterráneo desde cuencas cordilleranas, sino salidas de acumulaciones locales anteriores a la época seca que actualmente tiene el norte. Entre otros manantiales, el estudio cuantifica los manantiales de La Chimba, Cuncun, y Panul, todos en el ítem 029, con 19 m³/día, 13 m³/día y 14 m³/día respectivamente.

### Red hidrográfica
Los cuerpos de agua considerados en esta categoría son:
Luis Risopatrón menciona varias aguadas a lo largo de la costa (ver mapa de la zona):
- Aguada de Añas 22°2′ 70°11′. Se encuentra en la costa del mar, a corta distancia hacia el N del puelo de Tocopilla. 132.: 39
- Aguada Punta (22°8′ 70°13′) Se encuentra cerca del mar, a corta distancia al NE de la punta Blanca, al S del pueblo de Tocopilla. 132; i 156.
- Aguada del Bocón (22°11′ 70°14′) Se encuentra en la costa, entre las puntas Blanca i Agua Dulce. 97, mapa de Valdes (1886); 132; i 156: 87
- Aguada Dulce (22°13′ 70°14′) De buena calidad, revienta mui cerca de la costa i puede ser inundada por las olas del mar en casos escepcionales; se encuentra a corta distancia de la punta Agua Dulce, al S del puerto de Tocopilla. 97, mapa de Valdes (1886); 98, III, p. 116 i carta de San Román (1892); i 156; aguas Dulces en 99, p. 19; i aguada Agua Dulce en 63, p. 111; i 132.: 307
- Aguada La Rinconada (22°15′ 70°15′) Revienta cerca de la costa; cutre las puntas de Agua Dulce, i A lata 97, mapa de Valdes (1876): 1.52; i 156.: 768
- Aguada del Gallinazo (22°19′ 70°15′) Revienta cerca de la costa del mar entre las puntas de Copoca i Ampa. 97, mapa de Valdes (1886); 132; i 156.: 347
- Aguada La Gaviota (22°22′ 70°15′) Revienta cerca de la costa, a corta distancia al N de la caleta de Guanillos del Sur. 63, p. 111; 132; i 156.: 351
- Aguada Tres Higueras (22°24′ 70°15′) Revienta cerca del mar, en la quebrada del mismo nombre, a corta distancia al S de la caleta de Guanillos del Sur..: 901
- Aguada Gatico (22°30′ 70°11′) Revienta en la quebrada del mismo nombre, que corre al W i desemboca en la costa de la caleta de la misma denominación. 98, II, p. 526; i 99, p. 19.
- Agua de las Cañas (22°33′ 70°13′) Es de corto caudal i regular calidad i revienta en la quebrada del mismo nombre, que desemboca en la costa de la bahía de Cobija. 1, XII, p. 52; 98, III, p. 117 i í19; 132; i 156.: 135
- Pozos del Algarrobal (22°33′ 70°15′) Con agua salobre, se encuentran cerca de la playa, a unos 2 kilómetros hácia el S de Cobija. 131; i agua en 156; i pozos del Algarrobo en 1, XII, p. 52; i 98, carta de San Roman (1892); agua en 98; III, p. 117; i 99, p. 19; i aguada en 132: 19
- Aguada del Mulato (22°38′ 70°17′) Se encuentra cerca de la costa del mar, a poca distancia hacia el NE de la punta Tames. 97, mapa de Valdes (1886); 132; i 156; i del Mular en 131.: 573
- Aguada de Tames (22°41′ 70°15′) Se encuentra en la parte inferior de la quebrada del mismo nombre, no lejos del mar. 98. carta de San Román (1892); 99, p. 19; i i 53; i Aguada en 156.: 867
- Agua del Leoncito (22°44′ 70°14′) Es de buena calidad i revienta en la quebrada del mismo nombre, a unos 6 kilómetros al E de la caleta de Gualaguala. 98, III, p. 117 i carta (1892); i 153; aguada de Leoncitos en 99, p. 19; i Aguada en 156.: 473
- Aguada Chicoco (22°49′ 70°12′) Se encuentra cerca de la costa del mar, en las inmediaciones del mineral de Panizso Blancos. 132; i 156.: 196
- Aguada de Panizos Blancos (22°52′ 70°15′) Es magnífica i revienta cerca de la costa del mar, en la quebrada del mismo nombre, a 467 m de altitud. 1, XII, p. 28; 97, carta de Valdes; 99, p. 18; 132; i 156; i hoya en 98, II, p. 525.: 630
- Aguada de Chacaya (22°57′ 70°15′) Es de regular calidad, con algún pasto i abundancia de leña en los alrededores i se encuentra a unos 610 m de altitud, en la quebrada del mismo nombre, a 6 kilómetros del mar. 1, XII, p. 48; 97, mapa de Valdes (1886); i 99, p.18; agua en 98, m, p. 117 i 118; i Aguada en 98, carta de San Román (1892); i 156. : 174
- Morro Moreno (Aguada de) 23° 31' 70° 36'. Es un tanto salobre i filtra unos 3,5 m³ en 24 horas, en un pequeño rincón i en la boca de una caverna cíe 6 a 7 m de altura, 5 m de ancho i 10 m de profundidad; se encuentra a 1,5 kilómetro al NW de la roca Negra, en las faldas del S del morro Moreno. Es mejor el agua que cae de la parte superior de la caverna i la aguada se seca del todo durante los meses de mayo i junio; es accesible por tierra i solamente en las ocasiones de mansedumbre por mar. 1, II, p. 99; i XII, p. 14 i 41; i de Moreno en 1, VII, p. 159: i 98, III, p. 118.: 570
- Agua termal de Mejillones (23° 67' 70°30′) Tiene el sabor del agua del mar i las mismas sales en mayor proporción, es benéfica en el tratamiento de las afecciones reumáticas i revienta con 36,7 °C de temperatura en la playa de la bahía de Mejillones del Sur; la alta marea no siempre alcanza a cubrir la fuente. 61, XXXIX, p. 282; i 85, p. 185.

También se conocen varios humedales en el borde costero de la ciudad de Antofagasta producto de afloraciones naturales.: 542 
Un estudio postula que los manantiales que se encuentran en la zona costera del norte de Chile con excepción de "Las Vertientes", no son producto de trasvase subterráneo desde cuencas cordilleranas, sino salidas de acumulaciones locales anteriores a la época seca que actualmente tiene el norte. Entre otros manantiales, el estudio cuantifica los manantiales de Morro Moreno y Cobija, ambos en el ítem 022, el primero con una descarga de 7 m³/día.

### Acuíferos
La oferta hídrica del acuífero en el ítem es de 125 l/s.: 27 

### Humedales
Una organización llamada Fundación Kennedy reconoce siete humedales en la ciudad de Antofagasta:
- Humedal Ojos de Mar, al extremo Norte de la Bahía de San Jorge, cercano al área Marina Protegida La Rinconada;
- Vertientes de La Chimba, al norte del santuario de la naturaleza humedal Aguada La Chimba;
- Santuario de la naturaleza Aguada La Chimba, en el borde costerode la ciudad capital de la Región;
- Humedal la Cascada, al Norte del balneario Trocadero;
- Humedal las Vertientes de Carrizo, ubicado al Sur de la comuna de Antofagasta y desemboca en el mar;
- Humedal la Negra, en un sector industrial;
- Humedal Salar del Carmen, en la zona del salar del Carmen.

### Desaladoras
Trabajan en la zona del ítem dos desaladoras para la minería del cobre, la planta Michilla que entrega 75 l/s y la planta Mantos de la Luna que abastece con 78 l/s.: 27 
El catastro nacional de plantas y proyectos de desalinización de agua de mar en Chile consigna varias desaladoras de la Región de Antofagasta, pero no las deglosa por cuenca hidrográfica.
Están en operaciones la planta 0 y ampliaciones EWS y EWSE, la desaladora Spence Growth Option, la desaladora Michilla y se elabora un proyecto suministro de agua desalinizada Distrito Norte.

### Glaciares
El inventario público de glaciares de Chile 2022 no consigna glaciares en ese ítem.

## Obras hidráulicas
Para mitigar los efectos de aluviones que ocurren cada cierto tiempo en la ciudad de Antofagasta se han construído obras de defensa que disipan la energía de las aguas en su camino al mar.

## Clima

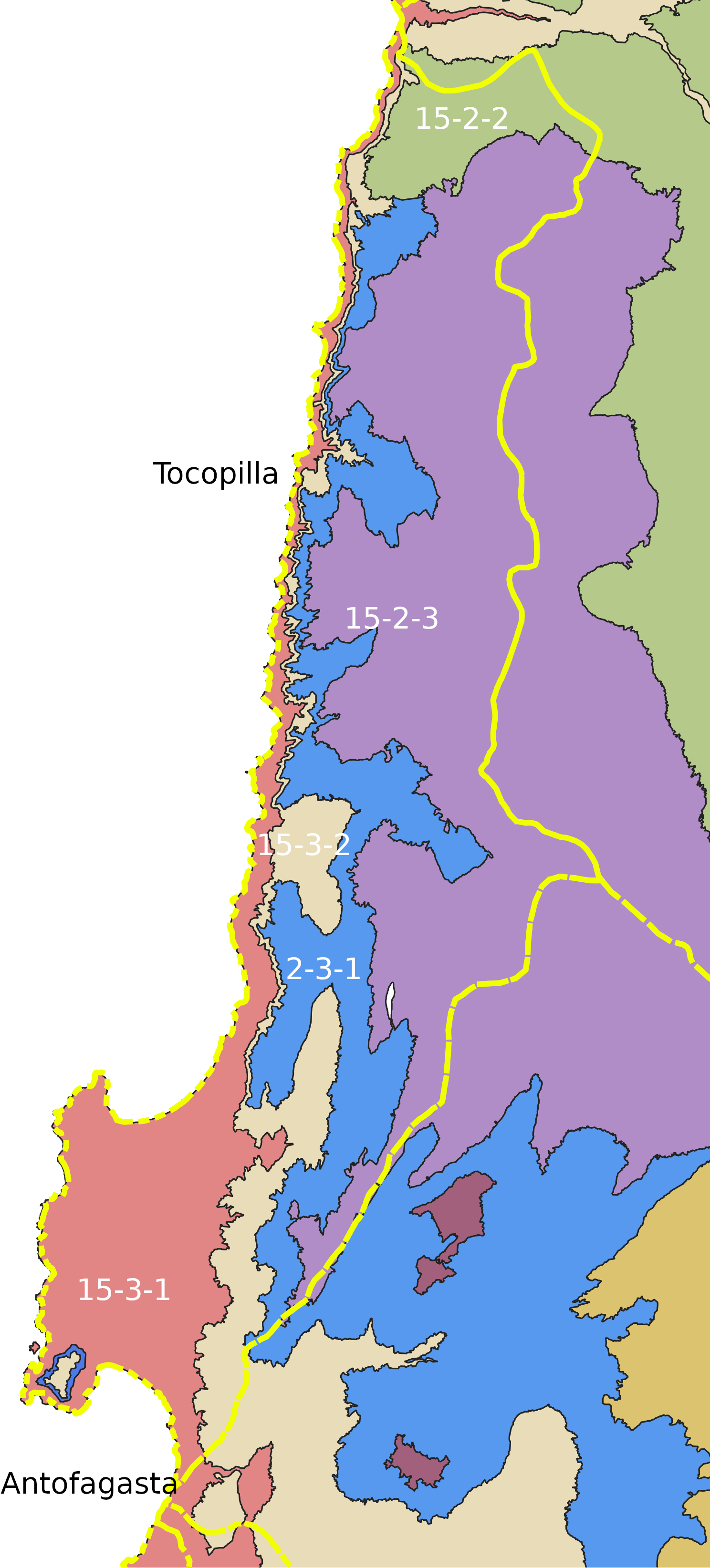
Distritos agroclimáticos según el "Atlas agroclimático de Chile"" en el ítem 022 del inventario de cuencas de Chile. La línea amarilla es el límite del ítem.

El atlas agroclimático de Chile distingue en la zona del ítem 022 cinco distritos agroclimáticos:
- 15-2-2 Desierto con influencia marina y régimen de humedad xérico (BWnXe). Las variaciones de temperatura fluctúan entre un máximo de enero de 29,7 °C y un mínimo de julio de 6,8 °C con un promedio de 345 días consecutivos libres de heladas. Hay una helada en promedio anual. Durante 12 meses se registran temperaturas favorables a la actividad vegetativa. Anualmente registra 2.875 días grado y 81 horas de frío acumuladas hasta el 31 de julio. La precipitación media anual es de 0 mm y un período seco de 12 meses, con un déficit hídrico de 2.065 mm/año. El período húmedo dura 0 meses, durante los cuales se produce un excedente hídrico de 0 mm.
- 15-2-3 Desierto con influencia marina y régimen de humedad xérico (BWnXe). La temperatura oscila entre un máximo de enero de 27,7 °C y un mínimo de julio de 6,4 °C. Tiene un promedio de 339 días consecutivos libres de heladas. En el año se registra un promedio de 2 heladas. El período de temperaturas favorables a la actividad vegetativa dura 12 meses. Registra anualmente 2.372 días grado y 125 horas de frío acumuladas hasta el 31 de julio. La precipitación media anual es de 0 mm y un período seco de 12 meses, con un déficit hídrico de 1.945 mm/año. El período húmedo dura 0 meses, durante los cuales se produce un excedente hídrico de 0 mm.
- 15-3-1 Desierto con influencia marina y régimen de humedad xérico (BWnXe). Las variaciones de temperatura oscilan entre un máximo de enero de 24,8 °C y un mínimo de julio de 10,4 °C con un promedio de 365 días consecutivos libres de heladas. No hay heladas en promedio anual. Durante 12 meses se registran temperaturas favorables a la actividad vegetativa. Anualmente registra 2.487 días grado[notas 3] y 1 hora de frío acumulada hasta el 31 de julio. La precipitación media anual es de 10 mm y un período seco de 12 meses, con un déficit hídrico de 1.629 mm/año. El período húmedo dura 0 meses durante los cuales se produce un excedente hídrico de 0 mm.
- 15-3-2 Desierto con influencia marina y régimen de humedad xérico (BWnXe). Las variaciones de temperatura oscilan entre un máximo de enero de 27,7 °C y un mínimo de julio de 9,1 °C con un promedio de 365 días consecutivos libres de heladas. No hay heladas en promedio anual. Durante 12 meses se registran temperaturas favorables a la actividad vegetativa. Anualmente registra 2.788 días grado y 12 horas de frío acumuladas hasta el 31 de julio. La precipitación media anual es de 2 mm y un período seco de 12 meses, con un déficit hídrico de 1.828 mm/año. El período húmedo dura 0 meses, durante los cuales se produce un excedente hídrico de 0 mm.
- 2-3-1 Desierto interior y régimen de humedad xérico (BWXe). Las variaciones de temperatura fluctúan entre un máximo de enero de 28,8 °C y un mínimo de julio de 6 °C con un promedio de 339 días consecutivos libres de heladas. En promedio se registran 2 heladas. Durante todos los días del año hay temperaturas favorables a la actividad vegetativa dura 12 meses. Anuallmente registra 2.490 días grado y 154 horas de frío acumuladas hasta el 31 de julio. La precipitación media anual es de 0 mm y un período seco de 12 meses, con un déficit hídrico de 2.018 mm/año. El período húmedo dura 0 meses durante los cuales se produce un excedente hídrico de 0 mm.

Diagrama Walter Lieth para la ciudad de Tocopilla. No hay épocas húmedas en Tocopilla.

Los diagramas Walter Lieth muestran con un área azul los periodos en que las precipitaciones sobrepasan la cantidad de agua que el calor del sol evapora en el mismo lapso de tiempo, (un promedio de 10 °C mensuales evaporan 20 mm de agua caída) dejando un clima húmedo. Por el contrario, las zonas amarillas indican que durante ese tiempo el agua caída puede ser evaporada por el calor del sol. El área gris señala meses muy húmedos. 
Cabe señalar que en la zona costera de la Región de Antofagasta, de geomorfología irregular y abrupta, donde la precipitación promedio es prácticamente nula, pueden ocurrir inundaciones, derrumbes y aluviones a consecuencia de lluvias relativamente intensas en un corto lapso de tiempo o la presencia de fenómenos climáticos como el Niño o La Niña. La ciudad de Antofagasta ha sufrido inundaciones y aluviones en 7 oportunidades durante el siglo XX, siendo los más importantes los ocurridos en 1940 y 1991, donde precipitaron cerca de 40 mm de agua. El 25 de marzo del año 2015, otra inundación y aluvión afectó a la zona costera de la región, especialmente a la ciudad de Taltal (ubicada fuera del ítem), donde cayeron algo más de 35 mm de agua a lo que se agregó un aluvión cuando colapsaron las piscinas aluvionales.: 50 
Para disipar la energía destructiva de tales emergencias, se han construido obras hidráulicas en torno a la ciudad de Antofagasta que está construida en la desembocadura de 4 ítems del inventario de cuencas.: 50, 51 

## Actividades económicas
El mapa del informe DGA muestra faenas mineras en Capacho Viejo, Mantos de Luna,Polo Central, Lince, Sierra Miranda, Iván, Yeso Norte y Patty.: 39 

## Áreas protegidas
El medioambiente de la Región de Antofagasta está sometido a tensiones debido a la extrema aridez y al creciente consumo de agua por parte de las actividades económicas de la zona.: 34 
- Reserva nacional La Chimba
- Monumento natural La Portada
- Parque nacional Morro Moreno
- Santuario de la naturaleza Aguada La Chimba
- Santuario de la naturaleza Itata-Gualaguala